# Франк де Бур
Франк де Бур (на нидерландски: Frank de Boer) е нидерландски футболист и треньор, начело на Аякс. За клуба има изиграни над 300 мача, а заедно със своя брат-близнак Роналд са смятани за едни от най-добрите холандски футболисти от 90-те години. До 2004 г. Франк де Бур е капитан на националния отбор на Холандия, за който има записани 112 срещи.

## Кариера
Започва кариерата си през 1988 г. в Аякс. Първоначално играе като ляв бек, преди да се утвърди като един от най-добрите централни защитници в европейския футбол. През лятото на 1990 г. дебютира за националния отбор на Нидерландия с мач с Италия. През 1992 г. печели купата на УЕФА и участва на европейското първенство същата година. През 1994 г. е повикан за световното първенство в САЩ, а през 1995 г. печели Шампионската лига, Суперкупата и Междуконтиненсталната купа с Аякс. През 1998 г. Франк де Бур участва на второто световно в кариерата си, а запомнящ се момент е 60-метровата му асистенция за гола на Денис Бергкамп в последната минута на 1/4 финалния мач срещу Аржентина.
През януари 1999 г. заедно с брат си са привлечени от Луис ван Гаал в Барселона. Франк се утвърждава в състава на „каталунците“, докато Роналд скоро напуска в посока Глазгоу Рейнджърс. Единственият му трофей в състава на Барселона обаче остава шампионската титла от 1998/99. Участва на Евро 2000 като капитан на Нидерландия и отново достига полуфинал. След като ван Гаал напуска Барселона, за да поеме „лалетата“, Франк де Бур е уличен в положителна употреба на допинг и състезателните му права са спрени. Все пак, скоро наказанието е отменено, а Франк записва 143 мача в Ла Лига, отбелязвайки 5 попадения.
След 4 и половина сезона в Барселона, де Бур играе половин година в Галатасарай, а през януари 2004 г. отново играе заедно с брат си, присъединявайки се към него в Глазгоу Рейнджърс. През лятото на 2004 г. де Бур е капитан на Нидерландия на Евро 2004. Последният му мач за „лалетата“ е 1/4 финалната среща срещу Швеция, в която той се контузва и е сменен. Слага край на кариерата си в националния отбор след края на турнира. Към този момент Франк е рекордьор по мачове за Нидерландия – 112. По-късно този рекорд е подобрен от Едвин ван дер Саар.
През 2004 г. братята де Бур подписват с катарския Ал-Раян, а сезон по-късно играят за още един отбор от тази страна – Ал-Шамал. Франк слага край на кариерата си през април 2006 г.

## Като треньор
Треньорската кариера на Франк започва като юношески селекционер във формациите на Аякс. През 2010 г. е помощник на холандския национален отбор на световното в ЮАР. От 6 декември 2010 г. е старши треньор на Аякс. Печели 4 титли на страната, както и Суперкупата на Холандия през 2013 г. През 2013 и 2014 г. Франк де Бур е носител на наградата „Ринус Михелс“ за треньор на годината в Нидерландия.

## Успехи

### Като футболист
- Шампион на Нидерландия – 1989/90, 1993/94, 1994/95, 1995/96, 1997/98
- Купа на Нидерландия – 1992/93, 1997/98
- Суперкупа на Нидерландия – 1993, 1994, 1995
- Шампионска лига – 1994/95
- Купа на УЕФА – 1991/92
- Суперкупа на УЕФА – 1995
- Междуконтинентална купа – 1995
- Шампион на Испания – 1998/99

### Като треньор
- Шампион на Нидерландия – 2010/11, 2011/12, 2012/13, 2013/14
- Суперкупа на Нидерландия – 2013
- Треньор на годината в Нидерландия – 2013, 2014